# Будинок Чубука-Подільського
Буди́нок Чубука́-Поді́льського — приватний будинок у м. Переяславі (Київська область), споруджений за проєктом українського архітектора Василя Кричевського на замовлення Володимира Чубука-Подільського.

## Історія

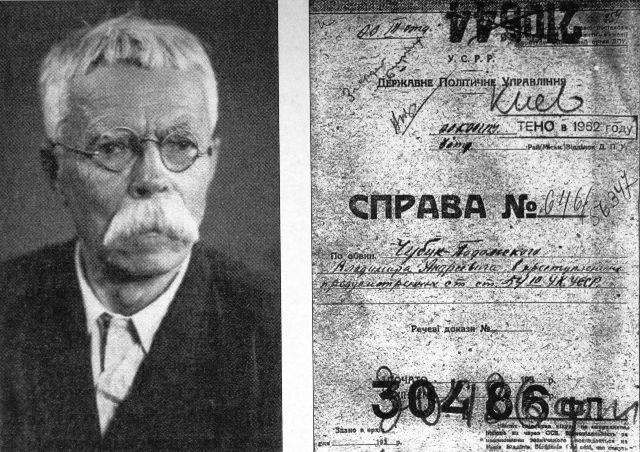
Портретна світлина В. Чубука-Подільського і чорно-біла копія обкладинки архівної справи

Проєкт плану «будинку В. А. Чубука-Подільського в місті Переяслові» Василь Кричевський виконав 1924 року, що засвідчує особистий підпис архітектора на оригіналах креслень. Замовник проєкту Володимир Андрійович Чубук-Подільський — нащадок козацького роду, син церковнослужителя православної віри Андрія Петровича Чубука-Подільського (походив із заможних селян, котрі здавна мешкали на родовому хуторі Чубуки й у с. Андруші під Переяславом).
Забудовник, він же перший власник оселі, жив у Києві, з кінця 1920-х працював у Інституті Тараса Шевченка (нині Інститут літератури імені Тараса Шевченка НАН України). Після Голодомору в Україні зазнав репресій: органи ГПУ звинуватили його в антисовєтській агітації. Відомий тим, що подарував музейній установі (нині Національний історико-етнографічний заповідник «Переяслав») унікальну сімейну реліквію — Литовський статут XVII ст., що є культурною цінністю. Крім того, В. Чубук-Подільський допоміг Михайлові Сікорському — багаторічному директорові заповідника — зберегти для держави й таку цінну історичну реліквію, як мідна запоясна чорнильниця генерального писаря Війська Запорозького. Вона, за родинними переказами, в різні часи належала Богданові Хмельницькому, Іванові Виговському, Павлові Тетері, сотнику Григорію Чубукові-Подільському, генерал-фельдмаршалу Степанові Апраксіну, князю Олександрові Горчакову. Брат В. Чубука-Подільського Олександр Андрійович Чубук-Подільський (11.05.1887 — 06.05.1960) був урядовцем УНР, представником Канцелярії Директорії, згодом — православний священник у Польщі, протопресвітер, член Варшавської духовної консисторії, настоятель кафедрального собору, з 1948-го — декан Краківського округу (помер 1960 року, похований у Варшаві на цвинтарі «Воля»).
Перший власник будинку жив у ньому до 1967 року, помер у Переяславі. Як і його дружина Єлизавета Іванівна (1885–1958), похований неподалік від каплиці на Заальтицькому міському кладовищі. Реабілітований 1989-го — у період масового перегляду в УРСР архівної спадщини совєтських репресивних органів.
У переяславському будинку багато років жила разом з батьком єдина його донька Ксенія Володимирівна Мех з чоловіком Яковом Петровичем і синами Станіславом та Валерієм (усіх їх уже немає серед живих), померла 1992 року, похована в Переяславі поруч з батьками та чоловіком. Будинок успадкувала правнучка В. Чубука-Подільського Олена Мех, київська журналістка і громадська діячка.
Зовнішній вигляд пам'ятки, дах якої під час війни 1941—1945 років пошкодив снаряд, після ремонтів зазнав змін, згодом в оселі зроблено систему водяного опалення, проведено газ, на початку 2000-х років зміцнено фундамент, а дубові стіни обкладено білою цеглою.
Тривалий час залишався невідомим широкому загалові факт спорудження саме цього житлового будинку за проєктом В. Кричевського. Шукач національного образу модерної споруди згадав свій переяславський архітектурний проєкт у власноручному переліку праць, але вказав рік виконання роботи — 1925. Як оригінали, виконані рукою славетного митця, креслення ідентифікував український письменник, краєзнавець Сергій Шевченко (першу згадку про віднайдену пам'ятку він опублікував 2010 року в книжці «Розвіяні міфи. Історичні нариси і статті»). Найповніша розповідь у друкованих джерелах про господарів будинку — стаття цього ж автора «Переяславське відкриття» в його збірці публіцистики «Соловецький реквієм» (2013). Дві кольорові ілюстрації креслень проєкту плану будинку В. А. Чубука-Подільського вміщено на стор. 475 наукового видання «Василь Григорович Кричевський : хрестоматія. Том І. 1891—1943 рр.» (2016). Доповнена стаття Сергія Шевченка «Будинок на Буртах (Переяславське відкриття)» надрукована в антології Київської обласної організації Національної спілки письменників України «Літературні джерела Київщини» (2021).

## Сучасність
Будинок Чубука-Подільського і присадибна ділянка в доглянутому стані, про що дбають їхні власники.

## Цікаві факти
У творчій спадщині Тараса Шевченка-художника 1845 року є малюнок хати села Андруші. За спогадами В. Чубука-Подільського, на малюнку — стара попівська хата, в якій мешкав священник Микита Міхновський. Згодом (аж до 1909—1910 років) у тій оселі проживали батьки автора спогадів і там же минуло дитинство В. Чубука-Подільського.